# Sesostris
Sesostris là tên một vị vua trong truyền thuyết trong truyền thuyết của Ai Cập cổ đại, sử cũ của Herodotos cho hay ông đã kéo quân đánh vào các phần đất châu Âu

## Theo bộ sử của Herodotos
Trong bộ sử "Historiai", nhà sử học Herodotos thuật lại một câu chuyện mà giới tăng lữ Ai Cập kể cho ông nghe về vị Pharaon Sesostris: xưa kia, pharaon này kéo quân về phía Bắc qua xứ Syria và Thổ Nhĩ Kỳ trên mọi lối đi đến xứ Colchis, hành quân đến miền Nam Nga về phía Tây, sau đó ông lại qua xứ România về phía Nam, cho đến khi ông tới xứ Bulgaria và miền Đông xứ Hy Lạp. Sau đó, pharaon kéo quân trở về trên đúng con đường mà ông đã đi, để lại những thuộc địa của người Ai Cập tại con sông Phasis của xứ Colchis. Herodotos lưu ý độc giả rằng ông nghe phần lớn câu chuyện này qua các giáo sĩ Ai Cập, nhưng cũng nhấn mạnh rằng dân xứ Colchis thường được xem là dân thuộc địa Ai Cập.
Theo các nhà sử học Herodotos, Diodorus Siculus (người đã gọi ông là Sesostris) và Strabo thì ông đã chinh phạt khắp thế giới, thậm chí cả các xứ Ethiopia và Scythia, phân chia Ai Cập thành các khu vực hành chính, hay nomes, là một nhà lập pháp vĩ đại đã đưa vào hệ thống đẳng cấp tại Ai Cập và sự tôn sùng thần Serapis.
Theo lời kể của Herodotos thì vua Sesostris là cha của ông vua mù quáng Pheron - một pharaon ít hiếu chiến hơn vua cha.
Ông được coi là sự pha trộn của Seti I và Ramesses II, các vị vua của Vương triều thứ 19.